# 砲神エグザクソン
『砲神エグザクソン』（ほうじんエグザクソン）は、園田健一のSF漫画作品。講談社の「月刊アフタヌーン」で連載され、アフタヌーンKCから全7巻の単行本が刊行された。

## あらすじ
地球人が、灰色の肌の宇宙人・リオファルド人（以降、ファルディアン）と出会い、友好を深めるようになってから10年。世界は、ファーストコンタクト10周年合同記念式典のメインイベントである、軌道エレベータ開通に沸いていた。しかし、式典の盛り上がりが最高潮となった時、世界中の大型軍事兵器が謎の攻撃を受けて破壊される事件が発生。その速報に会場がどよめく中、軌道エレベータの初荷であるリオファルド星政府から国連への贈答品が、地表へ到着した。
シャッターが開き、中から出てきたのは、全高100mはあろうかという巨大ロボット・ソロサルムであった。その手から地球人を見下ろしながら、リオファルド星全権大使・シェスカ中将は静かに言い放つ。
「我らリオファルドは、この地球を7番目の植民星とすることを宣言します」
リオファルドのテクノロジーの前に地球側のあらゆる武器は通じず、電子機器は無力化され、世界は一夜にして彼らの手に落ちた。
地球人は無力だった…1人の少年を除いて。

## 登場人物

### 地球側
加農 砲一（かのう ほういち）
本作の主人公。武蔵野市在住。都立豊和高等学校1年A組で部は無所属。ガンナースーツの装着者にして、エグザクソンの搭乗者。
祖父・砲介が「ファルディアンの目的は侵略である」とファーストコンタクト当初から主張していたため、同年代の面々からは「毒電波一家」と罵られていた。それが原因で喧嘩を繰り返してきたため、高校生の現在では腕っ節が非常に強くなっている。ガンナースーツやエグザクソンの入手当初は変身ヒーロー気取りでリオファルドのロボット兵器と戦っていたが、実際に人間の死や負の感情、情報戦の汚さを目の当たりにして次第に苦悩することが多くなる。目的のために敵と手を組むことや一般市民の犠牲も辞さない砲介とは、若さゆえの直情から対立することもあった。
激戦の末、侵略軍戦力のほとんどを掌握してファルディアンと和睦。そのテクノロジーを得ることで、結果的にリオファルド本星の干渉をも封じてのけた。
終戦後は勇華扮する砲介と保有する戦力を駆使して（概ね砲介の目論見通り）地球を裏から動かす存在となった。
加農 砲介（かのう ほうすけ）
砲一の祖父。ファルディアンとのファーストコンタクトより数十年前に反物質ジェネレータ「XXX（ラウンメイタル）ユニット」が格納されたコンテナを発掘した優秀な科学者だが、世間からはトンデモ学者呼ばわりされていた。。XXXユニットを解析し、ユニットを始めとする様々なオーバーテクノロジーを入手した。ファーストコンタクト後、ファルディアンが地球人と同じ「自らのテリトリーを広げる種族」である以上は侵略戦争が避けられないことを予測し、対抗手段であるエグザクソンやガンナースーツを秘密裡に作り上げた。リオファルド勢力を撃退して砲一を救世主に押し上げ、その功績とエグザクソンの力をもって地球の支配権を握る野望を持つ。
実は砲一の実父。かつて息子・砲児の妻であった零子を自らの籍に移して砲一を産ませた（つまり、砲一にとって砲児は異母兄に当たる）他、加農基地の女性スタッフ全員とも合意の上で肉体関係を持つなど、女性を惹き付ける魅力にも長けている（女性の局部を舐めるのが好き、という性的嗜好は息子・砲一にしっかりと遺伝している）。また、砲一とは違って、目的のためには汚い手段や市民の犠牲を全く厭わないが、身内に対しては零子の危機に動揺したり良子の死に落涙するなどの描写もあり、決して非情なだけの人物ではない。
エグザクソン不在の加農基地へ侵入してきたフランキとの戦闘中、左足に対生物ナノマシン弾を受け、一度は治癒したと思われたものの侵食を無効化しきれずに死亡。死に際には、良子との間に出来た子を砲一へ託した。
戦後は「地球防衛機構」なる組織の長となったがその死を秘匿されており、まだ若すぎて侮られがちな砲一に代わって勇華が擬態で砲介の姿となって動いている。遺骨はエグザキャノンの薬莢を模した記念碑に納められた。
日野 茜（ひの あかね）
砲一に好意を持つ幼馴染の少女。都立豊和高等学校1年E組でメディア部所属。ジャーナリストの姉・葵がおり、将来は彼女のような報道者になることを夢見ている。母親譲りの関西弁を話す。砲一の事を「ガンちゃん」と呼ぶ。
ガンナースーツを纏った砲一の正体をわずかな言葉だけで見破った一方、彼の正体が露見した際にはファルディアンへ人質に取られ、共に捕らわれた零子と脱出したが、撃ち込まれたナノマシンによってエグザクソン奪取の道具にされてしまう。しかし勇華によって救われ、家族ごと加農基地へ匿われた。後に砲一と結ばれ（子供時代、「ファルディアンの侵略が本当だったらHさせろ」との要求に対し、二つ返事で「…うん、ええよ」と答えていた）、押しかけ嫁同然の立場となる。
近視なので眼鏡を掛けているが、コンタクトレンズを着けない理由について、「（姉を見習い）風の強い場所での仕事を考えて」と欄外で作者が言及している。
水方 勇華（みながた いさか）
第1話にて砲一と同じクラスへ転入してきた、謎めいた雰囲気を持つ美少女。茜より遥かに身長も胸も大きいモデル体形で、転入テストで学校創立初の満点をマークした他にも「目と耳が良い」らしい。その正体は、砲介が作成したナノマシン集合タイプのアンドロイドであり、身体を構成しているナノマシンの配列変更によって様々な形状へ変形することができる。重量152kg。エグザクソン作動時にはシートへ変形し、操縦を初め各種サポートを行う。変形パターンの1つであるエアバイクモードは重力・慣性制御による飛行形態であり、物語全編で活躍した。他にも、物体への侵入やハッキングから他者への擬態や治療、果ては人間とのセックスまで、様々な能力が備わっている。複数の身体への分裂すら可能で、分身はそれぞれα、β…と称する。
中盤において、茜の体内に巣食ったナノマシンを駆除するために彼女と同化して記憶を共有した際、茜が抱く砲一への好意をもコピーしてしまう。これにより、勇華の命令の最優先対象が砲介から砲一へと変化し、砲介のシナリオに微妙な歪みをもたらすこととなった。
劇中ではその多彩な機能を活かしてエグザクソンや加農基地の危機を何度も救い、終盤には文字通り地球を救う活躍を見せた。
加農 砲児（かのう ほうじ）
砲介の息子にして砲一の父。物語開始時点で故人であるが、実は砲一の異母兄であったことが、後に判明する。
才能と自信に溢れる父・砲介に抱いていた多大なコンプレックスが災いして妻・零子を易々と奪われるなど、大人になってからも心が安らぐことは無かった（もっとも、会社員として働いてはいたが、家も車も砲介の金で買ったなど親の脛をかじって暮らしていた）。積もる恨みを晴らすべく、当時開発中だったガンナースーツの実働テストに協力する振りをして砲介を襲うが、彼へ投げつけようとフォークリフトを持ち上げた瞬間にスーツのエネルギーが切れ、そのまま押し潰されて死亡した。
加農 零子（かのう れいこ）
砲児の妻にして砲一の母。しかし、砲介の妻となって砲一を産んでいたことが、後に判明する。
元々見合い結婚だったせいもあって砲児には愛情を持てず、尊敬が嵩じて真の愛情を持った砲介の籍へ移った。35歳。身長172cm。
一見、天然系のふんわりしたお母さんという感じだが、バトルスーツの機能を十分に使いこなしたり、銃撃してきたリオファルド兵士に躊躇なく銃弾を弾き返して射殺したりと、かなり肝が据わっている。
砲介シスターズ
加農基地において、通常業務やメカ整備から砲介との混浴やグループセックスまで、公私に渡るパートナーを務めている美女達。
身代わりや基地内の雑用・警備のために、各自一体ずつ勇華と同系統型のアンドロイドを所有している。名称は「2」を意味する乙・ツバイ・二式等。コストダウンした量産品であるため、勇華には一歩劣る。そのためバージョンアップした「3」シリーズも計画されている。
砲一と茜の初Hをのぞき見するだけでは飽き足らず、録画までしてしまった。
種子島 良子（たねがしま りょうこ）
十代の頃から砲介の助手を務める最古参で、腹心的な立場にある。
物語終盤、基地へ潜入してきたフランキをバトルスーツで迎撃したが、撃ち込まれたウイルス弾にスーツの機能を狂わされ、そのまま首をもぎ取られる。その後、辛うじて蘇生処置を受けるも、自身の脳より身体（＝身篭っていた砲介の胎児）の処置を優先するよう懇願し、脳をナノマシンに破壊されて死亡した。以後は、良子のコピーである乙が代わりの頭部を務め、出産・育児に励んでいる。
浅霧 ノリコ（あさぎり のりこ）
26歳 誕生日7/7 身長170 バスト101 アンダー70 ウエスト61 ヒップ87 体重58kg
セリア＝ベレット
19歳 誕生日9/18 身長155 バスト90 アンダー62 ウエスト50 ヒップ80 体重43kg
スティア＝後藤＝バーキン
22歳 誕生日2/23 身長160 バスト96 アンダー69 ウエスト58 ヒップ83 体重51kg
ローナ＝オーベルスバッハ
27歳 誕生日1/15 身長163 バスト102 アンダー71 ウエスト59 ヒップ87 体重53kg
稲垣 愛（いながき あい）
24歳 誕生日3/2 身長167 バスト105 アンダー72 ウエスト56 ヒップ88 体重57kg
浜田 文香（はまだ ふみか）
18歳 誕生日1/6 身長152 バスト89 アンダー63 ウエスト51 ヒップ78 体重41kg

村田 高司（むらた たかし）
砲一のクラスメート。不良っぽい外見に反して正義感が強く、生徒達の迫害に晒されるキンバーを身を挺（てい）して守るなど、熱い所は砲一にも劣らない。終戦後にはキンバーと婚約し、「さっさと子供を作れ」と砲一に発破を掛けられていた。
独立愚連隊（どくりつぐれんたい）
日本政府の全面降伏に伴ってリオファルドへの服従を余儀なくされた自衛隊から離反し、ゲリラ活動を行う独立部隊。隊長は鏑（かぶら）。
アンヴィルから得た情報を元に地球人を食糧へ加工する工場の襲撃を計画し、その一部始終の報道を砲介へ依頼。ファルディアンの非道を全世界へ知らせた後、ガーディアンと戦って全滅を遂げた。死を半ば承知で地球人の戦意発揚を望む姿勢を評価した砲介はその意思を汲み、あえて援護や情報操作を行わなかった。

### リオファルド側
シェスカ＝ゾブロザフカ
リオファルド全権大使、中将。
ソロサルムを迎撃するために現れたエグザクソンにXXXユニットが搭載されていることを知り、他の侵略軍首脳を抱き込んでユニットを武器にした本星へのクーデターを企む、野心多き人物。本星の中央システムや侵略軍戦艦に専用のハッキング回線を作るなど、非常に用意周到な策士であり、本星の首相からも危険人物として目を着けられていた。
XXXユニットを搭載したダグノフ1に同乗して撃破されたが、脱出。侵略軍首脳から士気高揚の生贄とするために一転追われる身となったものの、軍の作戦に乗じて加農基地への潜入には成功。本星艦隊の迎撃に必要な情報をネタに砲介と取引し、基地の賓客となる。この際、侵略軍首脳に侵略の全責任を押し付け、侵略に反対した自身は傀儡化された挙句、殺されかけたため亡命したと公表した。
フランキの基地奪取失敗とエグザクソンの破壊を機に本性を現し、侵略軍戦力の無力化と引き換えに基地の明け渡しを要求したが、砲一の活躍によって失敗。しかし、生前の砲介の指示により残留ファルディアンのまとめ役として生かされ、後にはリオファルド自治区の代表となった。
フランキ＝サパス
シェスカ親衛隊長の女性兵士、大佐。左目の横を縦に走る大きな傷跡あり。
ダグノフ1のパイロットとして搭乗し、エグザクソンを苦戦させるが、砲一の機転によって撃破される。そのまま死亡を装い、シェスカと共に潜伏。軍の加農基地侵入作戦に乗じてシェスカを基地へ送り込むと共に、自身はエグザクソンの留守を待ってバトルスーツでの基地乗っ取りを図ったが、あと一歩のところで砲介にナノマシン弾を撃ち込まれて倒された。
バイカル＝ヴィキン
地球統括最高委員会首脳陣の1人、少将→中将。
物語終盤、同僚が全員本星に粛清された中で自身のみが生き残り、エグザクソンを失った地球に全面降伏を促すべく世界各地へ猛攻撃を行うが、生還した砲一と勇華βに乗っ取られたヴィカスの砲撃を浴びて死亡した。
アンヴィル
カスールの女性パイロット、少佐。
操縦者不在のエグザクソンからXXXユニットを回収しようとしたが、砲一の戻ったエグザクソンに破れる。
撤退途中に砲撃を受けた回収船ガスターフから見捨てられ、辛うじて脱出したものの待ち構えていた独立愚連隊に捕らえられ、薬物による拷問でリオファルド側の情報を引き出されてしまう。
キンバー＝リフル
都立豊和高等学校教師、民間人。
慈愛の心を持った女性であり、昔見た学園ドラマに触発されて念願の教師となった。しかし、赴任先の地球で母星の地球侵略作戦に巻き込まれ、同胞の非道のツケを一身に浴びるように生徒達から迫害や投石、果ては性的暴行まで受けてしまう（加農基地へ保護され治療を受けた際、処女膜は再生された）。そんな中でただ1人自分を守るために奮闘した教え子・村田へ惹かれていき、最後には婚約することとなった。
地球人を劣等種族（サル）呼ばわりするファルディアンの中で、その死を悲しんだ劇中唯一の人物。
リオファルド本星首相ブラウニン
ファルディアンの最高指導者。
XXXユニット発見と亜空間ゲート消失の報を受け、シェスカの目的が本星へのクーデターであると看破。XXXユニットを己の権力を脅かす存在と認識し、回収することなく破壊せんと、自身が座乗艦ウェザビルで出撃する。地球にいるファルディアンも全てシェスカに与したと見做し助命せず、植民星として重要でない地球ごと抹殺することを即決した冷徹な人物。
木星軌道上に再びゲートを開き、出迎えに来ていたサイモフの破壊を命じ、地球統括最高委員会の首脳陣を粛清。直後にシェスカからの情報によって迎撃してきたエグザクソンと交戦となる。激戦の末、これを撃破したが、ウェザビル艦内に撃ち込まれていた反物質弾が炸裂し、艦ごと消滅、戦死した。

## 登場大型メカ
エグザクソン
砲介が依頼で発掘作業を行っていた際、最新のボーリングマシンも歯が立たないほど堅牢な巨大コンテナを発見。その中に格納されていた、リオファルド時間で1800年以上昔に建造された惑星制圧兵器X-05を解析し、改造を加えたロボット。全高159.6m。最大の特徴は、リオファルドでも遥か昔に失われた反物質を利用したジェネレータ「XXX（ラウンメイタル）ユニット」を搭載していること。劇中の主流である核融合炉を圧倒的に凌駕する瞬間発電容量によって、重力慣性制御時にはほとんどの攻撃を無効化し、エグザキャノンの巨大な砲弾に超音速を瞬間的に与えることが可能。ただし、燃料である反物質は補給が利かないゆえに乱用も出来ないので、通常動力源として別に核融合炉も搭載している。砲一によってもたらされた実動データをもとに小改良とリミッター緩和を繰り返し、出撃毎にパワーアップを遂げていった。後に大改修を施され、エグザクソンE-1と改称する。木星軌道上の亜空間ゲートでウェザビルと交戦し、ほぼ相討ちとなった。主装備は以下の通り。
エグザキャノン
胸部に搭載された4,096mm砲。通常時は12口径、折り畳み式の砲身を展開したフルバレル時には21口径となる。ハイブリッドガンで初期弾丸加速はプロペラントを用い、2次弾丸加速方法は発射時に強力な電磁波を発生することから、電磁誘導方式のレールガンか重力慣性制御による直接加速方式のどちらかの可能性が高いが、作中に明確な記述はない。12口径の場合は核融合炉ジェネレータを使い、21口径の場合はXXXユニットの出力を使う。E-1改修によって2倍のパワー（具体的に何が2倍なのかは、作中で説明されていない）となり、またサボットに反物質を装填した反物質砲弾を発射する機能が付加された。
右腕搭載砲
46cm機関砲。エグザキャノン同様にGPSと連動することでピンポイントな精密射撃が可能。
左腕搭載砲
88mm6連ガトリング砲の3機セット。エグザクソン搭載火器としては最小とはいえ大抵の装甲や建物は粉々にしてしまう威力がある。
ボディ
重厚な装甲を備え、重力・慣性制御との併用でソロサルムの主砲やカスールの破砕機に耐える。また、ピンポイントに重力慣性制御を掛けることで、拳や蹴り足にほぼ無限大の慣性質量を加えることも可能。単純ながらその攻撃力はカスールを一撃で屠り、ウェザビルの外装装甲に穴を穿つなど、相当なものである。

ソロサルム
リオファルド製巨大ロボット。軌道エレベータによって静止衛星軌道上から地上へ降ろされた初荷。当時のリオファルド全権親善大使であったシェスカがこれを披露し、地球の占領を宣言した。主砲として32口径1143mm砲を装備し、ハワイ島沖からの砲撃によって富士山を消滅に至らしめた。第2射ではエグザクソンの破壊を試みるものの通用せず、エグサキャノンの応射を受けて撃破された。カスールやダグノフ1とは違い、エレベースからの遠隔操縦で動く。
カスール
都市破壊専用重機ロボット。両腕に12.7万トンのボーリング型破砕機を持つ。通常攻撃時は破砕機を亜音速まで加速し、衝突させる。加速モード時には肘の部分に当たる破砕機末端のブースターを使い、超音速までの加速が可能。破砕機のボーリングシールド正面中心には、レーザー照射口を備える。エグザクソンには全く歯が立たず、右腕を機体へ突き込まれた上に内部への直接砲撃を受け、破壊された。
ダグノフ1（ワン）
対エグザクソン用に急遽建造されたロボット。太陽系とリオファルド本星域とを通ずる亜空間ゲートにある、空間反転事故防止のためのゲート強制閉鎖用ジェネレータに使用されていたXXXユニットが強制徴用され、搭載されている。主砲（両腕を背後に回し、肩同士を接続して形成される)はエグザキャノンに対し口径比1.5、砲弾質量比3。操縦席は複座式。XXXユニットの出力を活かしてエグザクソンの右腕を吹き飛ばし、一時は捕獲する寸前まで追い込んだが、砲一と勇華の活躍により脱出を許し、最後はエグザキャノン・フルバレルの至近砲撃で撃破された。
サイモフ
リオファルド地球圏配備艦の中で最大級の宇宙戦艦。種別は機動艦で第87艦隊1号艦。艦首両側壁に、それぞれ5門の主砲口を備える。また、トップベースを除く侵略軍の全艦艇・機動兵器に対する優先コントロール権を保有している。全長744m。物語終盤、粛清を恐れた地球統括最高委員会の首脳陣を乗せて本星首相の出迎えに向かったが、ウェザビルの砲撃を浴びて大破。その隙に潜伏していた勇華αがコントロールを乗っ取りウェザビルの猛攻に晒されたエグザクソンの援護を行う。直後に第2射を受けて撃沈されるも貴重な反撃への糸口を作ることになった。同系艦はヴィカス。勇華βによって乗っ取られ、その戦闘力とサイモフと同等の管制能力を持って破壊されたエグザクソンに代わる加農基地の新たな力となった。
ガスターフ
リオファルド最大の重力クレーンを持つ大型艦。種別は輸送艦。等級はSS。全長736m。エグザクソンとダグノフ1を同時搭載できるほどの大容量を持つ。地球を襲ったウェザビル主砲弾の破片を防ぐ盾となり、大半が破壊された。
ウェザビル
リオファルド本星政府最大の宇宙戦艦。首相の座乗艦でもあり、彼のエンブレムが掲げられている。全幅約5km。左右に副砲がそれぞれ6門、艦体前面に主砲6門。艦橋部にある付属砲の一撃でサイモフを大破せしめた。エグザキャノンの100倍以上の砲弾質量を持つ副砲一門の砲撃を防ぐために、エグザクソンE-1の防御システムは限界出力を要した。また、副砲の砲口部には重力制御による射角変更システムが使用されており、発射直後の砲弾の射角をほぼ直角に変更して艦体に取り付いたエグザクソンへの精密射撃を行う驚異の性能を発揮した。主砲は惑星破壊を主目的としており、地球の大陸プレートを破壊することが可能とされるが、作中で具体的な仕様は説明されていない。シェスカの計略で破壊された地球との亜空間ゲートを再び開くため、ゲート発生装置が急遽増設された。圧倒的な火力でエグザクソンを追い詰め、死闘の末に撃破したものの、その直前に中心部に撃ち込まれた反物質弾が炸裂し轟沈。その映像は生還した砲一によって地球全土へ放送され、終戦の決め手となった。
エレベーターシップ（エレベース）
作中に登場する最大の宇宙船にして軌道エレベータ。全長3万7千km。両端に地上ベースと軌道ベース（トップベース）が存在する。リオファルド本星で建造され、各種武装と共に亜空間ゲート経由で地球へ送られたトロイの木馬である。軌道ベースは地球統括最高委員会の司令拠点であり、ダグノフ1を建造した工業プラントや宇宙船母港、電力設備を備える。地上ベースは地球占領における戦略的中心となり、軌道エレベータ開通式典に託けて集めた人質の収容所ともなった。
エグザクソン基地（加農基地）
加農一派の本拠である巨大地下要塞。元はX-05の発掘地点であった富士山近郊の山中に存在する。一万人を養い得るキャパシティと備蓄物資、リオファルドの軍システムにも侵入可能な電子戦能力、複製XXXユニットを用いた鉄壁の防御能力を誇る。物資の搬入や基地の出入りは地下深くに建造されたリニアラインで行われ、各駅は砲介の所有するビルやマンションの地下に設けられている。

## リオファルド側のテクノロジー
ダムダム
黒い球形のボディに、細長い2本の足と先端が刃になった多数の六角形のプレートで構成された格納可能なリボン状の腕を2本持つ、端末ロボット。移動時には、翼前方部が刃になっている飛行ユニットと合体する。人間の殺傷は、腕の刃や足での突刺や、腕そのもので絞めつけることによって行う。
タムタム
ダムダムとほぼ同型だが、サイズが小さ目（ボディ直径75センチ未満）。ボディの上半分が明るい色で塗り分けられているのが外見上の大きな違い。
バルチャード
コート状の衣服を着用した身長2.6mほどのアンドロイドで、警察などに用いられており、指先には分析装置らしき物が装備されている。1番ゲージショットガンや振動ナイフなど、人間の武器を大型化させた武器を使用する。
高性能マイクロチップ
リオファルド側の技術で生産されており、地球側にはブラックボックスとなっている。地球で用いられる電子機器の多くに用いられたトロイの木馬であり、侵略の際には地球側の電子機器の大半を停止させた。
大容量記憶媒体
作中ではMDサイズで2ペタバイトの物が存在する。また、QRコードのようにカメラで撮影することによってプログラムをダウンロードすることができる、ホログラムが存在する。
エグザクソン基地にはリオファルド側の最高機密を除く全ての情報（各国の軍事的最高機密から戸籍情報や、携帯電話の番号からテレビドラマまで）が納められており、その情報量は数十エクサバイトに達する模様。
情報端末
リストコムと呼ばれる腕時計状の情報端末や、極めて薄いPDAなどが存在する。リストコムは8ペタのメモリを搭載していながら、砲一が小学生の頃の価格で2万円ほどである。また、立体映像の投影機能を持つものも存在する。
ナノマシン
体内へ医療用ナノマシンをインプラントすることで、死亡してから短時間のうちなら蘇生させることや、敵へ攻撃型ナノマシンを打ち込むことによる攻撃、ハードウェアへ侵入させることによりソフトウェアによる防御が不可能なハッキングを行うことなどが可能。ガンナースーツや勇華を初めて見た際の砲一や医療用マイクロマシンの効果に対する地球人の反応から、地球側には公開されていない技術であることが窺えるが、砲介はXXXユニットの解析により製作・運用技術を得ている。ただし、リオファルド側の最新技術には一歩及んでおらず、これが後の痛恨事へ繋がることとなった。
ウイルス製造技術
ナノテクノロジーによって特殊なウイルスを製造し、攻撃用に使用する。ファルディアンに対して極めて致死性と即効性が高いものや、ナノマシンすら狂わせるもの、身体のあらゆる細胞を悪性腫瘍化するものなどが作中に登場した。このうち、ナノマシンを狂わせるものを用いた弾頭は、戦闘用スーツの装着者にとって脅威である。
特殊マテリアル
変形するアンドロイドやガンナースーツを構成するナノマシン群。チップを埋め込むことで意のままに操れる他、毛髪に偽装して持ち運ぶ、顔に貼り付けて人相を変える、茜の眼鏡を作るなどの用途にも使用可能。ただし、極めて高価な素材でウイルス汚染に弱いことが欠点。全体を制御するコアチップを破壊されると素材に戻ってしまうが、コアに正・副の2系統のチップを用意したり、装甲チップや防磁チップといったコアチップの位置を隠し防御する処置はさらにコストが高くなる。
バトルスーツ
使用者の動きをタイムラグ無しで補助しながら、身体能力の増幅・向上や装甲の役割も果たす戦闘用スーツである。通常はグローブ状であり、音声認識によって作動した後は使用者の衣服を分解して取り込み、全身を包む。重力制御によって光学・実弾兵器に対する防御機能を持つが、特殊なウイルスによる攻撃には弱く、これを用いた弾頭を打ち込まれると暴走して使用者を死に至らしめることもある。
使用者により複数のバリエーションが存在するが、砲一のスーツには右手に50口径の拳銃、左手に刻印から12番ゲージと窺えるショットガンが装備されている。これはプロペラントと電磁バレルによってマッハ5で弾を撃ち出すものであり、弾と電力は100発分まで供給される。また、ショットシェルは対象に多数の穴を空けることを目的としたニードル弾へ変更することも可能。これらは背中のバックパック状のコンテナに格納されており、使用時にはスーツ表面を走るレール上を移動して手のひらに装備される他、弾丸の供給用チューブも接続される。また、格闘時には任意の場所に高速振動するブレードを作り出すことも可能。
砲一の着用する『ガンナースーツ』にのみ、耐G・衝撃能力を重視しロボット操縦に適したガンナーモードと戦闘能力向上に特化したバトルモードが存在する。
核融合炉
反物質をほぼ失ったリオファルドでは、核融合炉による発電が主流である。
XXXユニットに比べ、瞬間発電量や体積に対する発電能力においてはるかに劣る。しかし、巨大な艦体にふさわしい大型・大出力の融合炉や膨大な蓄電容量を持つウェザビルはこの不利を覆し、エグザクソンに対して終始有利な戦闘を展開した。
地球市場のものはリオファルド側の物に比べて体積に対する発電能力が低い。
亜空間ゲート
太陽系とリオファルド星系を亜空間で結ぶゲート。重力バランスの関係で、太陽系の場合は木星の対面軌道に設置されている。リオファルド本星の所有物であり、緊急閉鎖時の動力源としてXXXユニットを搭載している。一旦はシェスカに破壊されるものの物語終盤には再び開かれ、最終決戦の場となった。
高強度ポリマー
極めて強度の高い高分子であり、硬化前は液状である。通路などに注入し、硬化パルスによって硬化させることで、侵入してきた敵に対して行動を不能にする、窒息死させるなどの有効な防御となる。しかし作中では、硬化前にスーツを膨張させることで行動可能な空間を作られ、そこから少しずつ切り崩されることで脱出されてしまった。

## 用語解説
リオファルド人（ファルディアン）
10年前に地球に飛来した異星人。
灰色の肌と銀灰色の髪、黒い眼球と赤紫の瞳、尖った耳を持つ。容姿以外での地球人類との違いは肉体・精神面ともほぼ存在しないが、身体能力では多少地球人に劣る。地球人用の薬品も効果がある様子。地球人との自然妊娠は不可能のようだが、人工授精を介せば可能。
作者の園田曰く「ファルディアンはおでこを広く出した髪形で、女性の胸も貧乳か巨乳のどちらかである」とのこと。
XXX（ラウンメイタル）ユニット
リオファルド文字の最後であるX（メイタル）が3つ（ラウ）で、「究極のパワーユニット」の意。対消滅反応により、反物質を電力へ変換するパワーユニットである。同サイズの核融合炉とは比べ物にならない瞬間発電量を誇り、重力・慣性制御の際の莫大なエネルギーを賄う。エグザクソンに搭載されたサイズで、なおかつ反応効率を制限しても、サイモフの核融合炉を超える出力が出せるほどの強力なパワーユニットであり、反物質小惑星を失ったリオファルドでは伝説にすらなっている。
作中では攻撃・防御の鍵を握る重力・慣性制御機構は瞬間的に供給できる電力量によって限界性能が決定するため、これを搭載するエグザクソンは圧倒的な強さを発揮した。
XXXユニットは大消失の際に完全消失したわけではなく、わずかながら使用が確認されている。ただし、反物質の備蓄がほとんどないために用途は大きく制限されており、作中では亜空間ゲートにて空間反転事故防止のためのゲート強制閉鎖用ジェネレータに使用されていたことが確認できるのみである。
反物質
対消滅反応によって莫大なエネルギーを発生させる。
かつてリオファルドは反物質小惑星を複数所有しており、その莫大なエネルギーを利用することで繁栄していたが、大消失によってそのほとんどを失い、核融合発電へ退化せざるを得なくなった。その計り知れない価値ゆえ、リオファルド内閣によって無期限の回収計画が発せられている。
リオファルド側ではダグノフ1がエグザキャノンの防御に用いたが、数発を防ぐだけの量しか確保できなかった。一方、エグザクソンのXXXユニットに内蔵された反物質は史上最大の量を誇り、砲介曰く「ダグノフ1の1万倍以上の備蓄がある」らしい。
軌道エレベータ

マイクロマシン

慣性制御
膨大な電力を用いて慣性を制御し、兵器などの驚異的な機動や強力な物理攻撃を可能にする。また、慣性方向を制御することで弾体の射角を変えることもできる。重力制御と並び、地球側に公開されていない技術である。
実体弾など運動エネルギーを用いた武器に対する防御装備としても利用されていて、バトルスーツ以外にリオファルド側においては基地内で着用する軍服にも装備されている。だが、将官はともかく一般兵レベルだと軍用拳銃弾を防ぎきれないなど、階級によって出力差が大きい。
重力制御
膨大な電力を用いて重力を制御する技術であり、戦艦やロボットの飛行、重力クレーンなどに用いられる。また、レーザーなどの光学兵器や砲弾などの質量兵器を無力化する。ただし、零距離攻撃とシステムの限界を越えるほどの大質量兵器攻撃は無力化できない。慣性制御と同じく地球側には公開されておらず、ファルディアンはこれらの技術的優位性をもって地球側戦力を一蹴してみせた。
大消失
リオファルド本星が最も豊かであった時代に発生した、反物質小惑星とプラントの接触事故。反物質小惑星の大半が宇宙の彼方へ消えた際、発生した電磁波によって多くのファルディアンの命とリオファルド全電子データの大半が失われた、未曽有の大災害。惑星制圧兵器X-05（後のエグザクソン）は当時のまだ不安定だった亜空間航法による射出中にこの影響を受け、関係者が死亡したことから地球へ漂着した模様。